# Частота відмов
Частота́ відмо́в (англ. frequency of failures) — частота події, одна з кількісних характеристик безвідмовності і визначається як відношення кількості об'єктів, що відмовили до їх загальної кількості перед початком випробування за умови, що об'єкти, які відмовили не ремонтуються і не замінюються новими, тобто
{\displaystyle \alpha (t)={\frac {n(t)}{N\Delta t}}}
де α(t) — частота відмов;
n(t) — кількість об'єктів, що відмовили в інтервалі часу від t — (Δt/2) до t + (Δt/2);
Δt — інтервал часу;
N — кількість об'єктів, що беруть участь у випробуванні.

## Імовірнісне тлумачення частоти відмов
Відмову трактують в теорії надійності як випадкову подію. В основі теорії лежить статистичне тлумачення імовірності. Елементи й утворені з них системи розглядають як масові об'єкти, що належать одній генеральній сукупності і працюють в статистично однорідних умовах. Коли говорять про об'єкт, то по суті мають на увазі навмання взятий об'єкт з генеральної сукупності, представницьку вибірку з цієї сукупності, а часто і всю генеральну сукупність.
На основі цього частота відмов є показником, що характеризує швидкість зміни імовірності відмов Q(t) та імовірності безвідмовної роботи P(t) по мірі зростання тривалості роботи
{\displaystyle \alpha (t)={\frac {dQ(t)}{dt}}={\frac {-dP(t)}{dt}}.}
Таким чином, між частотою відмов α(t), імовірністю безвідмовної роботи P(t) та імовірністю відмов Q(t) не залежно від закону розподілу часу відмов існують однозначні залежності:
{\displaystyle Q(t)=\int _{0}^{t}\alpha (t)dt} та {\displaystyle P(t)=1-\int _{0}^{t}\alpha (t)dt.}

## Особливості визначенняα(t)
При визначенні α(t) на основі експериментальних даних фіксується кількість об'єктів n(t), що відмовили за проміжок часу Δt за умови, що їх заміни справними не проводились. Це означає, що частоту відмов можна використовувати для оцінювання надійності тільки такої технічної системи, яка після виникнення відмови не ремонтується і у подальшому не експлуатується (об'єкти разового використання). У протилежному випадку частота відмов характеризує надійність об'єкта лише до першої його відмови.
Оцінити за допомогою частоти відмов надійність об'єкта тривалого використання, що може ремонтуватись є утрудненим. З цією метою слід мати сімейство кривих α(t), отриманих до першої відмови і у міжремонтні періоди.
Надійність технічних систем тривалого використання можна характеризувати частотою відмов, отриманою за умови заміни апаратури, що відмовила на справну. Частота відмов, отримана за умови заміни елементів, що відмовили справними (новими чи відновленими), іноді називається середньою частотою відмов і позначається ω(t).
Середньою частотою відмов називається відношення числа зразків, що відмовили за одиницю часу до числа випробовуваних зразків за умови, що всі зразки, що вийшли з ладу, замінюються справними (новими чи відновленими). Отже,
{\displaystyle \omega (t)={\frac {n(t)}{N_{0}\Delta t}},}
де n(t) — число зразків, що відмовили в інтервалі часу від t — (Δt/2) до t + (Δt/2); N0 — число об'єктів випробування, що залишається сталим, оскільки усі зразки, що вийшли з ладу замінюються справними.
Середня частота відмов має наступні властивості:
- ω(t) ≥ α(t). Ця залежність є очевидною, якщо врахувати, що α(t) ≥ 0;
- незалежно від виду функції α(t) при t → ∞ середня частота відмов прямує до деякої сталої величини;
- головна перевага середньої частоти відмов як кількісної характеристики надійності полягає в тому, що вона дозволяє досить повно оцінити властивості технічних систем, що працюють в режимі заміни елементів. До таких об'єктів належать складні автоматичні системи, призначені для тривалого використання, котрі після виникнення відмов ремонтуються і потім знову використовуються.

До недоліків середньої частоти відмов слід віднести складність визначення інших характеристик надійності, і зокрема основний з них ймовірності безвідмовної роботи, при відомому значенні ω(t).
Складна система складається з великої кількості елементів. Для цього випадку вводиться поняття сумарної частоти відмов складної системи.
Сумарною частотою відмов називається число відмов технічної системи в одиницю часу, що припадає на один примірник складної технічної системи.
Для складної системи сумарну частоту відмов можна визначити із співвідношення:
{\displaystyle \omega (t)=\sum _{i=1}^{r}N_{i}\omega _{i}(t),}
тобто сумарна частота відмов складної системи у момент часу t дорівнює сумі середніх частот відмов елементів.